# 茅台路
茅台路是中華人民共和國上海市长宁区一條東西走向道路，西起威宁路，东至遵义路，全长2077米，宽12.2至20米，道路於1953年修築，路名來自於贵州省遵义市仁怀市茅台镇。